# Tor Books
Tor Books è una casa editrice statunitense di proprietà del gruppo Macmillan Publishers, specializzata nella pubblicazione di libri fantasy e di fantascienza.

## Storia
L'azienda è stata fondata da Tom Doherty nel 1980. Il nome deriva dall'inglese antico e significa Cima della montagna, rappresentata anche nel logo dell'azienda. 
Fin dalla fondazione la compagnia si è specializzata nelle pubblicazione di romanzi di genere fantastico e fantascientifico, diventando una delle massime autorità del genere.
Nel 1987 è stata venduta alla St. Martin's Press, successivamente è stata di proprietà del Holtzbrinck Publishing Group e infine della Macmillan Publishers.

## Etichette
- Tor: l'etichetta principale, che dà il nome alla compagnia, pubblica romanzi inediti fantasy e di fantascienza.
- Forge: etichetta secondaria che pubblica romanzi di genere thriller.
- Orb Books: etichetta che ripropone in edizione economica i grandi classici della fantascienza.
- Tor Teen: etichetta che pubblica romanzi inediti e riedizioni di genere young adult.

## Autori
Tra gli autori che hanno pubblicato con Tor ci sono Kevin J. Anderson, Steven Brust, Orson Scott Card, Jonathan Carroll, Charles de Lint, Philip K. Dick, Cory Doctorow, Steven Erikson, Terry Goodkind, Steven Gould, Brian Herbert, Glen Hirshberg, Robert Jordan, Andre Norton, Harold Robbins, Brandon Sanderson, John Scalzi, V. E. Schwab, Skyler White, Gene Wolfe, Douglas Adams, Rjurik Davidson, Amanda Hocking, China Miéville, Adam Nevill e Adrian Tchaikovsky.

## Riconoscimenti
Tor ha vinto il premio Locus come miglior casa editrice di fantascienza ininterrottamente dal 1988 al 2016.
Nel marzo 2014 Worlds Without End ha indicato Tor come il secondo editore di fantascienza, fantasy e horror più premiato dopo la Gollancz. L'anno seguente è salita al primo posto della classifica.